# Ada da Holanda
Ada da Holanda (1188 — 1223) foi suo jure condessa da Holanda e condessa consorte de Loon pelo seu casamento com Luís II de Loon.

## Família
Ada foi a segunda filha do conde Teodorico VII da Holanda e de Adelaide de Cleves. Os seus avós paternos eram Florêncio III, Conde da Holanda e Ada de Huntingdon, princesa da Escócia. Os seus avós maternos eram o conde Teodorico II de Cleves e Adelaide de Sulzbach.
Ela teve duas irmãs: Adelaide, noiva de Henrique de Gelre, e Petronila. Ambas morreram antes de 1203.

## Biografia

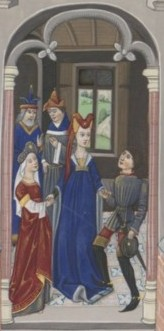
O casamento de Ada e Luís, por Johannes de Beke.

O conde Teodorico VII ficou seriamente doente no ano de 1203, deixando Ada como sua única herdeira. Até então o Condado da Holanda nunca havia sido antes governado por uma mulher. Portanto, no seu leito de morte, o conde teria expressado o seu desejo de colocar a filha sob a custódia de seu irmão, Guilherme.

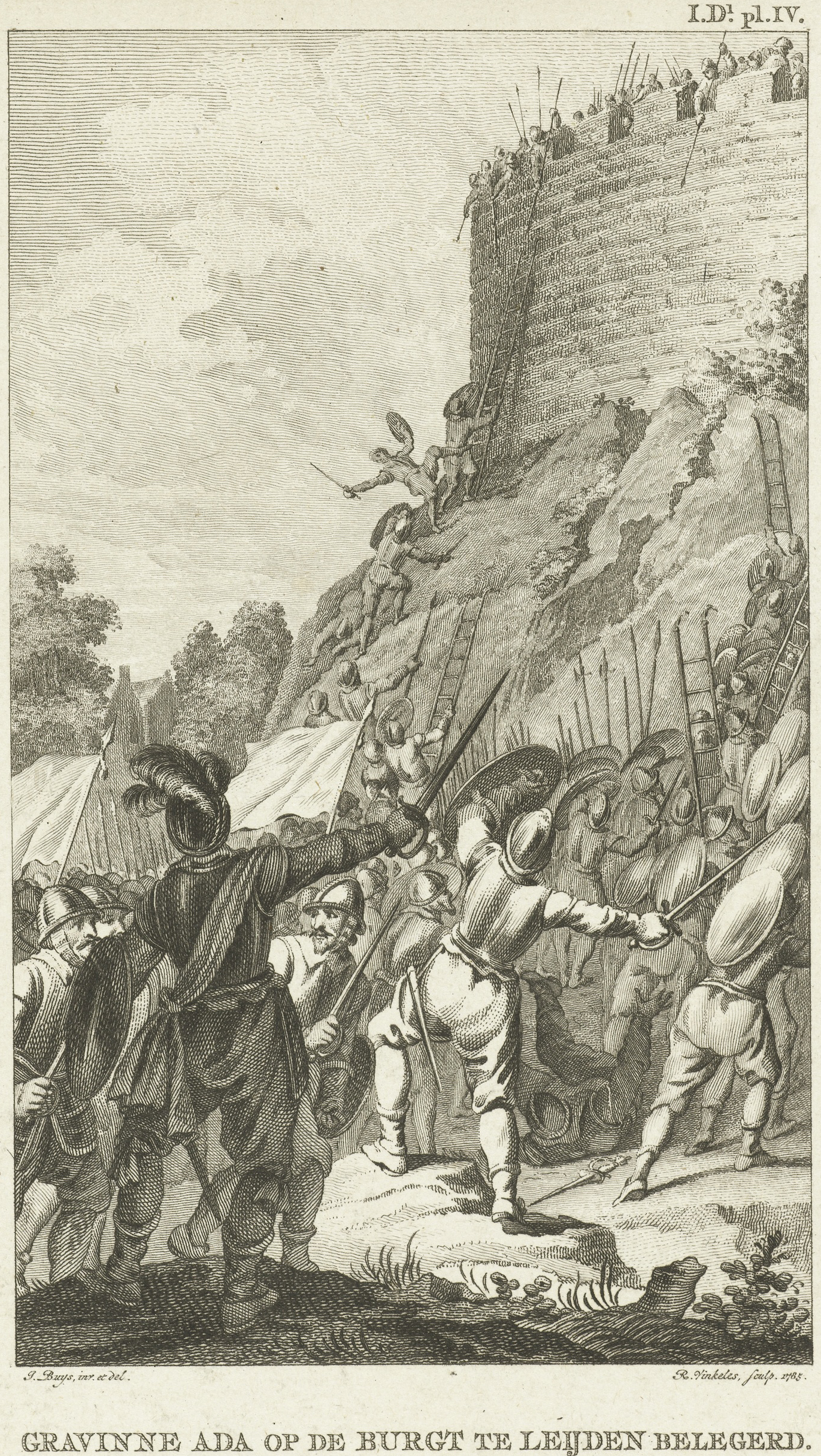
Ada é cercada pelas tropa de Filipe de Wassenaar, visconde de Leida, no Castelo de Leida, em 1203.

Para impedir isto, sua mãe, Adelaide, teria arranjado o casamento de Ada como conde Luís II de Loon, filho de Geraldo II de Loon e de Adelaide de Gelre. Teodorico faleceu em 4 de novembro de 1403, e eles se casaram em 5 de novembro, na cidade de Dordrecht, antes mesmo do enterro.
Contudo, Guilherme passou a reivindicar o condado para si, o que levou a Guerra de Loon, entre ele e Luís de Loon. A nova condessa buscou refúgio no Castelo de Leida, onde foi capturada por Guilherme e aprisionada na ilha de Texel. Em seguida, foi levada para a Inglaterra, durante o reinado de João de Inglaterra.
Ela permaneceu na Inglaterra por quase quatro anos. Em 14 de outubro de 1206, foi assinado o Tratado de Bruges, entre Guilherme e Luís. Nele, era estipulado que o condado da Holanda seria governado por Ada e Luís, e Guilherme receberia a Zelândia, a área em torno da cidade de Geertruidenberg, e uma parte da renda da praça de pedágio de Geervliet. Além disso, o tratado também estabeleceu que Guilherme realizaria todos os esforços possíveis para permitir o retorno da sobrinha para o seu marido. Contudo, isto provavelmente não ocorreu.

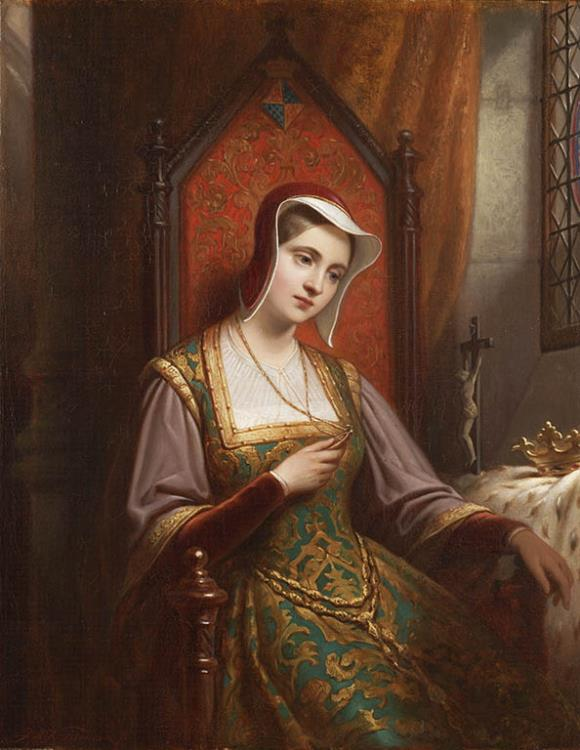
Retrato Ada da Holanda no exílio do século XIX por Jan Adam Kruseman.

Em 16 de abril de 1207, o rei João ordenou ao Tesouro o pagamento de 11 marcos, 10 xelins e 3 farthings em roupa para a condessa Ada e seus servos. Além disso, em uma carta de Adelaide, mãe de Ada, datada de antes de 31 de maio de 1207, ela implora ao rei pelo retorno seguro da filha.
Presumivelmente, o conde Luís viajou para a Inglaterra entre 15 de julho de 10 de novembro de 1207, para levar a esposa para casa. De acordo com o autor Reinerus, ela foi solta após o conde tornar-se um vassalo do rei João.
O casal passou a viver em Loon. Porém, o reinado não foi longo, pois o imperador Otão IV do Sacro Império Romano-Germânico apontou Guilherme como o novo conde da Holanda, em 1208.
O casal não teve filhos. Luís faleceu em 29 ou 30 de julho de 1218.
Ela talvez tenha vivido os seus últimos anos no Castelo de Kolmont, na cidade de Tongeren, que ela recebeu do marido quando eles se casaram.
Ada faleceu em 1223, com cerca de 35 anos de idade, e foi sepultada na Abadia de Herkenrode, em Hasselt, ao lado do marido.